# Michael O’Keefe
Michael O’Keefe, właśc. Raymond Peter O’Keefe Jr. (ur. 24 kwietnia 1955 w Mount Vernon) – amerykański aktor i reżyser.
Występował w roli Danny’ego Noonana w komedii Harolda Ramisa Golfiarze (1980). Za rolę Bena Meechuma w ekranizacji powieści Pata Conroya Wielki Santini (1979) był nominowany do Oscara dla najlepszego aktora drugoplanowego i Złotego Globu w kategorii nowa gwiazda roku w filmie kinowym.

## Życiorys

### Wczesne lata
Urodził się w irlandzkiej rodzinie katolickiej w Mount Vernon w stanie Nowy Jork jako najstarszy z siedmiorga dzieci Stephanie (z domu Fitzpatrick) i Raymonda Petera O’Keefe, który był profesorem na Fordham University. Miał czterech braci – Jamesa, Johna, Kevina i Williama oraz dwie siostry – Ann i Mary. Uczęszczał do Mamaroneck High School. Ukończył Akademię Sztuk Dramatycznych i Uniwersytet Nowojorski.

### Kariera
W 1970 po raz pierwszy pojawił się na ekranie w reklamie pasty Colgate-Palmolive. W 1974 zadebiutował na off-Broadwayu w nowojorskim teatrze publicznym Josepha Pappa w roli Spike’a w sztuce The Killdeer. W 1981 trafił na Broadway w roli Kennetha Talleya, Jr. w komedii Lanforda Wilsona Piąty lipca z Kathy Bates. W 1982 za rolę Marka Dolsona w spektaklu Mass Appeal w reż. Geraldine Fitzgerald otrzymał nagrodę Theatre World. Był współzałożycielem Collanade Theatre Lab.
W sitcomie CBS M*A*S*H (1974) zagrał kaprala Travisa. Wziął udział w produkcjach ABC, w tym jako Jeff w sitcomie Kołodzieje z Teksasu (The Texas Wheelers, 1974) z Markiem Hamillem i jako Josh Birdwell w dramacie telewizyjnym Przyjacielska perswazja (Friendly Persuasion, 1975) w reż. Josepha Sargenta z Richardem Kiley i Shirley Knight. Wystąpił w historycznym dramacie przygodowym Tragedia Neptuna (Gray Lady Down, 1978) z Charltonem Hestonem. W sitcomie ABC Roseanne (1993–95) zagrał Freda, męża Jackie (Laurie Metcalf). Za rolę Johna Redmonda w serialu Homeland (2014) był nominowany do Screen Actors Guild.

## Życie prywatne
Z pierwszego małżeństwa z Almą O’Keefe ma bliźniaki. 27 kwietnia 1991 ożenił się z rockowo-bluesową piosenkarką Bonnie Raitt, z którą rozwiódł się w 2000. 18 września 2011 poślubił aktorkę, pisarkę i producentkę Emily Donahoe, z którą ma syna Aidana.

## Filmografia

### Filmy
- 1974: Friendly Persuasion (TV) jako Josh Birdwell
- 1976: Sprawa Porwania Lindbergha (The Lindbergh Kidnapping Case, TV) jako Terry Long
- 1976: Panache (TV) jako koniarz
- 1978: Tragedia Neptuna (Gray Lady Down) jako Harris
- 1978: Mroczny sekret żniwa (Dark Secret of Harvest Home, TV) jako Worthy Pettinger
- 1979: Wielki Santini (The Great Santini) jako Ben Meechum
- 1980: Pogłoska o wojnie (1980) jako Walter Cohen
- 1980: Golfiarze (Caddyshack) jako Danny Noonan
- 1982: Fałszywa wiara (Split Image) jako Danny „Joshua” Stetson
- 1983: Dzikie wyspy (Nate and Hayes) jako Nathaniel Williamson
- 1984: Kto pierwszy, ten lepszy (Finders Keepers) jako Michael Rangeloff
- 1986: Nie wszystko dla miłości (The Slugger’s Wife) jako Darryl Palmer
- 1986: Odlotowe chłopaki (The Whoopee Boys) jako Jake Bateman
- 1987: Chwasty (Ironweed) jako Billy Phelan
- 1988: Moment krytyczny (Disaster at Silo 7, TV) jako sierżant Mike Fitzgerald
- 1988: Unholy Matrymony (TV) jako dr Cassius William Sander
- 1989: Most do ciszy (Bridge to Silence, TV) jako Dan
- 1990: Za młoda by umrzeć? (Too Young to Die?, TV) jako Mike Medwicki
- 1990: Strach (Fear) jako Jack Hays
- 1990: Dla dobra dziecka (In the Best Interest of the Child) jako Walt Colton
- 1991: Dziewczyna z deszczu (Out of the Rain) jako Frank Reade
- 1992: Weronika i ja (Me and Veronica) jako Michael
- 1994: Kochanek Niny (Nina Takes a Lover) jako dziennikarz
- 1994: Wzgórze oszustów (Incident at Deception Ridge, TV) jako Jack Bolder
- 1995: Trzy życzenia (Three Wishes) jako dorosły Tom Holman
- 1996: Najbliżsi sąsiedzi (The People Next Door, TV) jako Garret James
- 1996: Duchy Missisipi (Ghosts of Mississippi) jako Merrida Coxwell
- 2000: Tylko jedna noc (Just One Night) jako Wayne
- 2001: Powrót Renifera (Prancer Returns) jako James Klock
- 2001: Obietnica (The Pledge) jako Duane Larsen
- 2001: Dajmy szansę miłości (Herman U. S. A.) jako Dennis
- 2001: Dom Glassów (The Glass House) jako Dave Baker
- 2002: Gorąca laska (The Hot Chick) jako Richie Spencer
- 2003: W obronie naszych dzieci (Defending Our Kids: The Julie Posey Story, TV) jako Mike Harris
- 2003: The Inner Circle jako Jack Scott
- 2007: Amerykańska zbrodnia (An American Crime) jako wielebny Bill Collier
- 2007: Śmiertelne zauroczenie (Cherry Crush) jako detektyw Griffin
- 2007: Michael Clayton jako Barry Grissom
- 2007: W pogoni za idolem (Chasing 3000) jako dr Stuart
- 2008: Rzeka ocalenia (Frozen River) jako żołnierz stanowy Finnerty
- 2009: American Violet jako Calvin Beckett
- 2011: Atlas zbuntowany, cz. 1 (Atlas Shrugged: Part I) jako Hugh Akston
- 2011: Zbyt wielcy, by upaść (Too Big to Fail) jako Chris Flowers
- 2012: Apartment 143 jako dr Helzer
- 2013: Oczekiwanie (The Wait) jako ojciec Bena
- 2013: Finding Neighbors jako Sam
- 2015: Niewidzialny wróg (Eye in the Sky) jako sekretarz stanu Ken Stanitzke
- 2018: Rodzina od zaraz (Instant Family) jako Jerry

### Seriale
- 1974: M*A*S*H jako kapral Travis
- 1975: Lucas Tanner jako Brad Patterson
- 1975–77: The Waltons jako Chad Marshall
- 1976: Maude jako Lee Harrison
- 1977: M*A*S*H jako Tom
- 1985: Autostopowicz (The Hitchhiker) jako Richard Shepard
- 1985: Nowa seria Alfred Hitchcock przedstawia (Alfred Hitchock Presents) jako Art Toomey
- 1993–95: Roseanne jako Fred
- 1996: Po tamtej stronie (The Outer Limits) jako Eddie Wexler
- 1996–97: Life’s work jako Kevin Hunter
- 2001: Prawo i porządek (Law & Order) jako Cally Lonegan / profesor Donald Lonegan
- 2001: Prezydencki poker (The West Wing) jako Will Sawyer
- 2001: Prawo i porządek: Zbrodniczy zamiar (Law & Order: Criminal Intent) jako ks. Michael McShale
- 2002: Prawo i porządek: sekcja specjalna (Law & Order: Special Victims Unit) jako oficer Marcosi
- 2003: CSI: Kryminalne zagadki Las Vegas (CSI: Crime Scene Investigation) jako Daniel Easton
- 2004: Prawo i porządek: sekcja specjalna (Law & Order: Special Victims Unit) jako Ronald McCain
- 2006: Dr House jako Fletcher Stone
- 2006: Podkomisarz Brenda Johnson jako agent Tim Hecht
- 2006: Zaginiona jako Bob Nagel
- 2007: Ocalić Grace jako ks. Lloyd Tierney
- 2007: Zabójcze umysły jako dr Stanley Howard
- 2008: Wzór (Numb3rs) jako
- 2008: Jedenasta godzina jako Philip Gifford
- 2008–2009: Bracia i siostry jako Wally Wandell
- 2010: Uczciwy przekręt jako Darren Hoffman
- 2011: Tożsamość szpiega jako Wallace
- 2014: Bananowy doktor jako Dave
- 2014: Homeland jako John Redmond
- 2015–2016: Masters of Sex jako Harry Eshelman
- 2015–2016: Jeździec bez głowy (Sleepy Hollow) jako Jack Walters
- 2016: Elementary jako Harris Waylon Greer
- 2016: Zaprzysiężeni jako porucznik Tim Harrison
- 2016: Falling Water jako Jones
- 2016: Prawo i porządek: sekcja specjalna (Law & Order: Special Victims Unit) jako ks. Eugene O’Hannigan
- 2017: Czarna lista jako Deavers
- 2017: Sneaky Pete jako detektyw Winslow
- 2019: Wewnętrzny wróg jako Paul Backus